# 흉년
흉년(凶年)은 농작물의 수확이 예년에 비하여 잘되지 못한 해이다.
비유적으로 어떤 생산물이 매우 적거나 사물의 소득이 매우 적은 상태나 처지를 나타내기도 한다.

## 흉년의 종류

### 풍해흉년
강풍이나 태풍으로 발생하는 흉년이다.
바람이 심하게 불어 농작물이 죽거나 비닐하우스가 파괴되어 발생한다.

### 수해흉년
호우나 홍수 등 강한 비로 인하여 발생하는 흉년이다.
비가 많이 내려 농작물이 죽거나 비닐하우스가 파괴되어 발생한다.

### 한해흉년
가뭄으로 인하여 발생하는 흉년이다.
가뭄이 들어 농작물에 물이 충분히 공급되지 않아 발생한다.

### 냉해흉년
추위로 인하여 발생하는 흉년이다.
겨울이 아닌 여름에 발생하는 흉년으로 여름기온이 지나치게 낮아서  농작물의 정상 발육이 이루어지지 않아 발생한다.

### 충해흉년
해충으로 인하여 발생하는 흉년이다.
해충이 지나치게 많이 번식하여 농작물을 먹어치워서 발생하는 흉년이다.